# Lehrter Modell

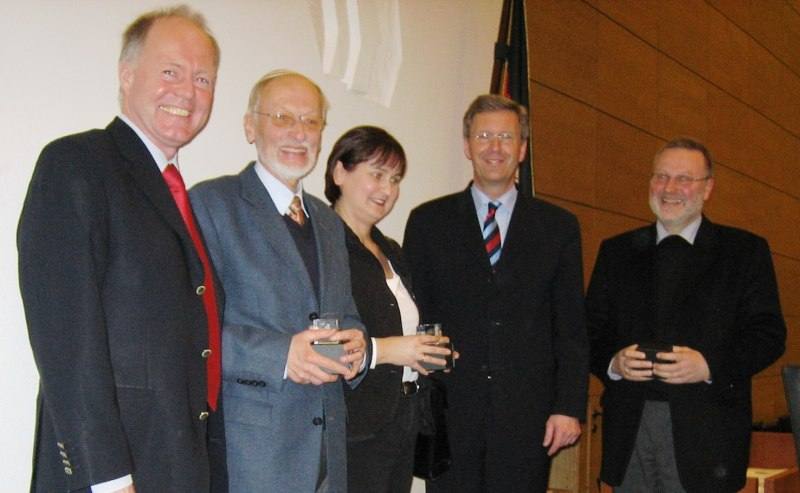
Ehrung der Initiatoren des „Lehrter Modells“, v. l. n. r.: Karl-Heinz Klare, Jürgen Teiwes, Heidrun Frohloff-Kulke, Christian Wulff, Gernot-Rainer Storm; Niedersächsischer Landtag 2006

Das Lehrter Modell ist ein Projekt zur Gesundheitsprävention in Schulen, speziell zur Prävention des Diabetes mellitus Typ 2.

## Hintergrund

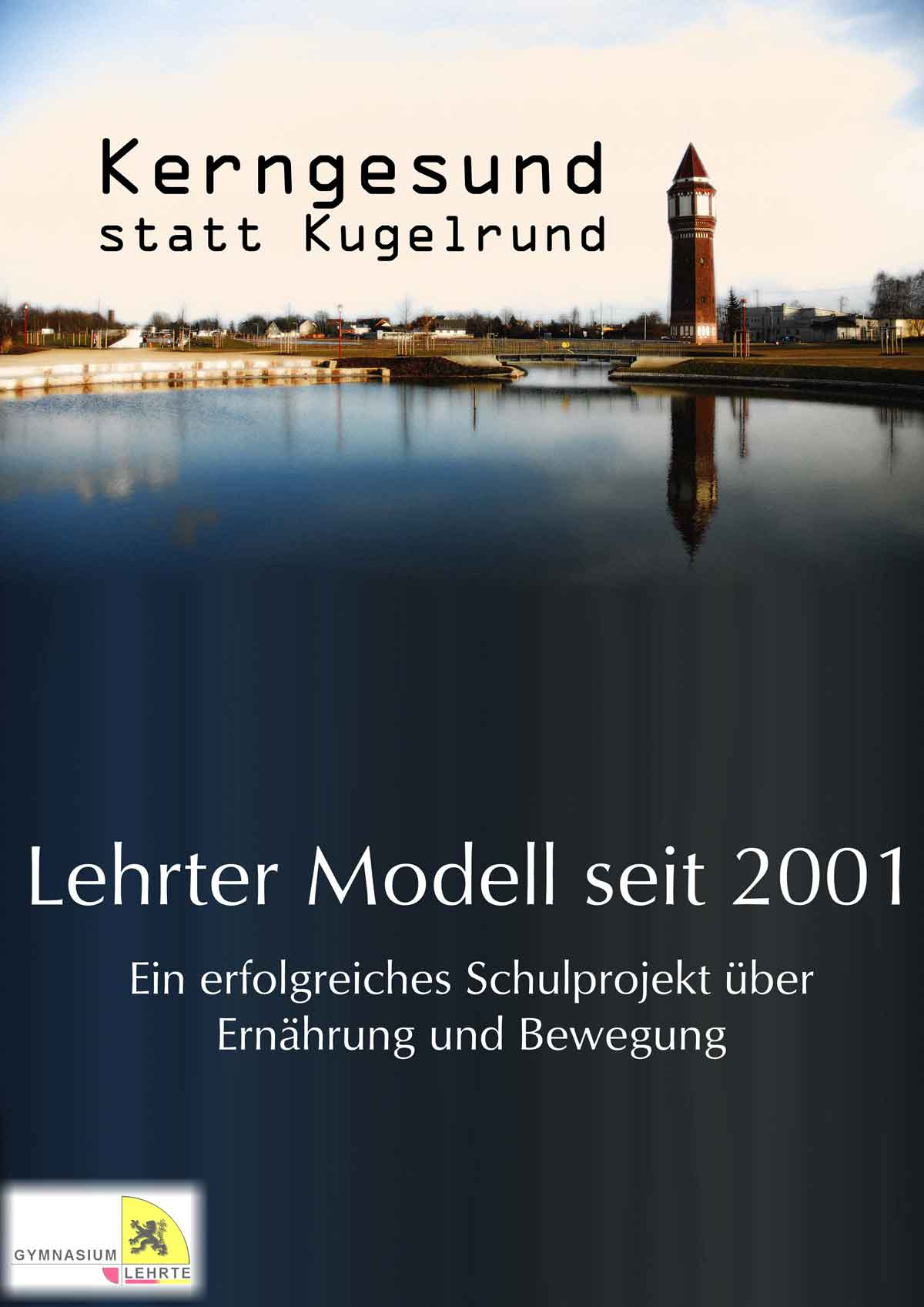
Buchcover „Kerngesund statt Kugelrund – Lehrter Modell seit 2001“, 2009

Die Diabetesepidemie ist eine Folge des westlichen Lebensstils, der durch immer weniger Bewegung und falsche (Über-)Ernährung gekennzeichnet ist. In Deutschland wird die Diabetesinzidenz auf 10 % geschätzt. Diabetes mellitus Typ 2 wurde früher auch als Altersdiabetes bezeichnet. Diese Diabetesform nimmt im Alter von 20 bis 40 Jahren am stärksten zu. Auch Kinder sind zunehmend betroffen.
„Inzwischen haben Wissenschaft und Politik die Notwendigkeit erkannt, frühzeitige Aufklärung zu betreiben und auf Verhaltensänderung hin zu wirken: gesunde Ernährung und ausreichend Bewegung.
Nationale Fachgesellschaften planen entsprechende Programme, die diese Entwicklung bremsen oder gar umkehren könnten. Im Gegensatz dazu wird in Lehrte gehandelt – in Deutschland bislang ohne Beispiel.“

## Entwicklung und Inhalte
Die Idee zu diesem Projekt geht auf Wolfgang Leder zurück. Er war selbst langjähriger Diabetiker, Leiter einer Diabetiker-Selbsthilfegruppe, Gründer des Deutschen Diabetes-Museums und ehemaliger Landesvorsitzender des Deutschen Diabetiker Bundes (DDB) in Baden-Württemberg.
Das Lehrter Modell wurde von Gernot-Rainer Storm (Diabetologe) und Jürgen Teiwes (Schuldirektor an der Ori Lehrte Süd) begründet. Erstmals wurde es 2001 am Weltdiabetestag mit 400 Schülern der Klassen 5 und 6 als eintägiges Projekt veranstaltet. In der Zwischenzeit erfolgte eine Weiterentwicklung zu einem Curriculum für das Lehrter Modell über drei Tage.
Die wesentlichen Inhalte des Projektes sind gesunde Ernährung, Sport und Bewegung, Gestationsdiabetes (Schwangerschaftsdiabetes) sowie eine Begegnung mit Diabetikern in der Schule.
Das aktuelle Curriculum entwickelte Frau Heidrun Frohloff-Kulke. In einem ihrer Seminarfachkurse wurden die Daten der letzten Projekte ausgewertet und das Projekt umfangreich beschrieben (einschließlich des Curriculums und des administrativen Aufwandes seitens der Schule). Unter dem Titel „Kerngesund statt Kugelrund – Das Lehrter Modell seit 2001“ erschien es 2009 als Buch. Eine kostenlose E-Book-Version kann im Internet heruntergeladen werden.
Diese Publikation dient deutschlandweit als Vorlage für weitere Projekte dieser Art.

## Zielgruppe
Das Projekt hat Modellcharakter für alle Schultypen, besonders geeignet für die Klassenstufen 5 und 6 (Schülerinnen und Schüler zwischen 10 und 13 Jahren). Mehrere Schulen in Niedersachsen haben dieses Projekt bereits umgesetzt; in Lehrte nahmen seit Beginn über 4000 Kinder an Hauptschulen, Realschulen und Gymnasien daran teil.

## Projektverlauf

Heinrich Sauer Preis 2009 der Norddeutschen Diabetes-Gesellschaft, 6. November 2009

Diabetespräventionsprojekte „Lehrter Modell“ von 2001 bis heute
- 2001 Weltdiabetestag: „Diabetes verhindern“, Orientierungsstufe Lehrte Süd, (Kl. 5–6)[12]
- 2003 Weltdiabetestag: „Diabetes verhindern“, Orientierungsstufe Lehrte Süd, (Kl. 5–6)[13][14][15]
- 2004 Projekt über 3 Tage an der Orientierungsstufe Lehrte-Mitte (Kl. 5–6)[16]
- 2005 Diabetesprojekt an der Realschule Lehrte (Kl. 7–10)[17][18][19]
- 2006 „Kindergartenprojekt“ in 6 KiTas; „Kerngesund statt Kugelrund“, Mittelstufe des Gymnasiums Lehrte (Kl. 5–6)[20][21]
- 2008 Hauptschule, Realschule und Gymnasium Lehrte (Kl. 5–6)[22][23][24][25]
- 2009 Publikation: „Kerngesund statt Kugelrund – Das Lehrter Modell seit 2001“[26]
- 2009 Verleihung des Heinrich Sauer Preis 2009, gestiftet von der Norddeutschen Diabetes-Gesellschaft.[27][28]
- 2010 Realschule Lehrte Süd, in Anwesenheit der Bürgermeisterin und Frauke Heiligenstadt MdL[29]
- 2012 Realschule Lehrte Süd

## Erhobene Daten
Während der Projekttage 2004–2008 wurden durch Umfragen und Messungen Daten über Freizeitgestaltung und körperlicher Aktivität der Kinder in den Schulen und Kindergärten erhoben. Leider bestätigen sie auch den allgemeinen Trend hin zur ungesunden Lebensweise. Die ermittelten Daten können im Internet eingesehen werden.
- Auswertung von Umfragen und Messungen 2004 (PDF; 29 kB)
- Auswertung von Umfragen und Messungen 2005 (PDF; 45 kB)
- Auswertung von Umfragen und Messungen 2006 (Seite nicht mehr abrufbar, festgestellt im Juni 2014. Suche in Webarchiven)
- Auswertung von Umfragen und Messungen 2007 und 2008 sind in der aktuellen Publikation enthalten (PDF) (ZIP; 6,2 MB)